# Pindos

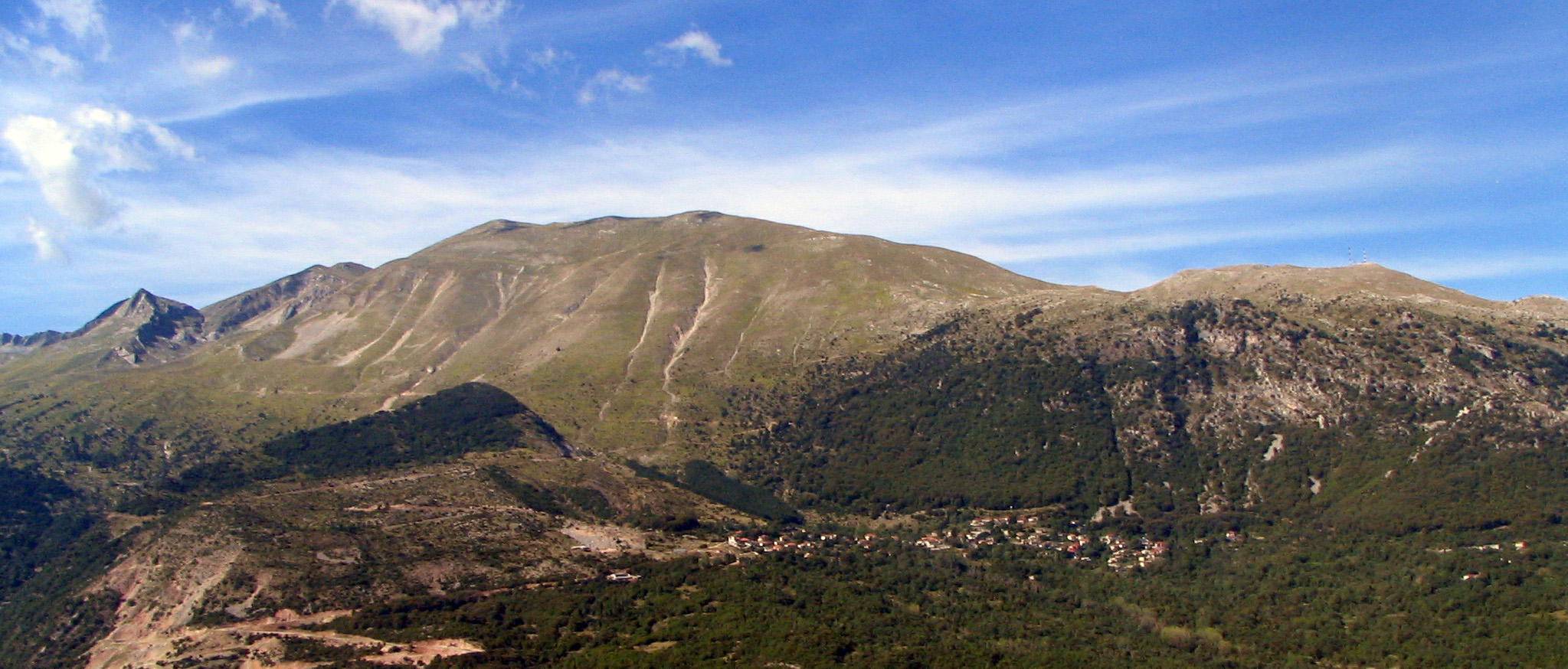
Góry Pindos

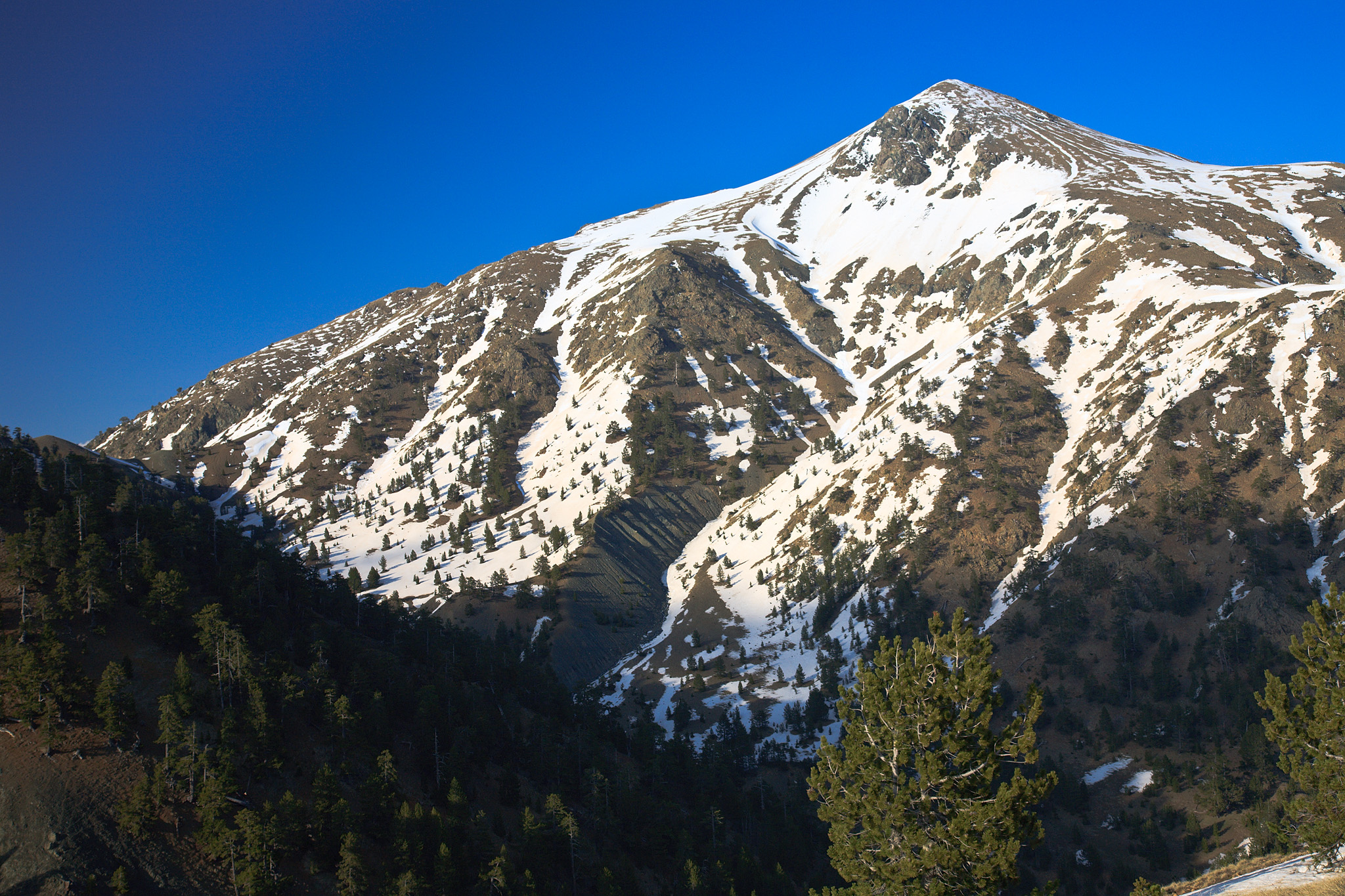
Smolikas

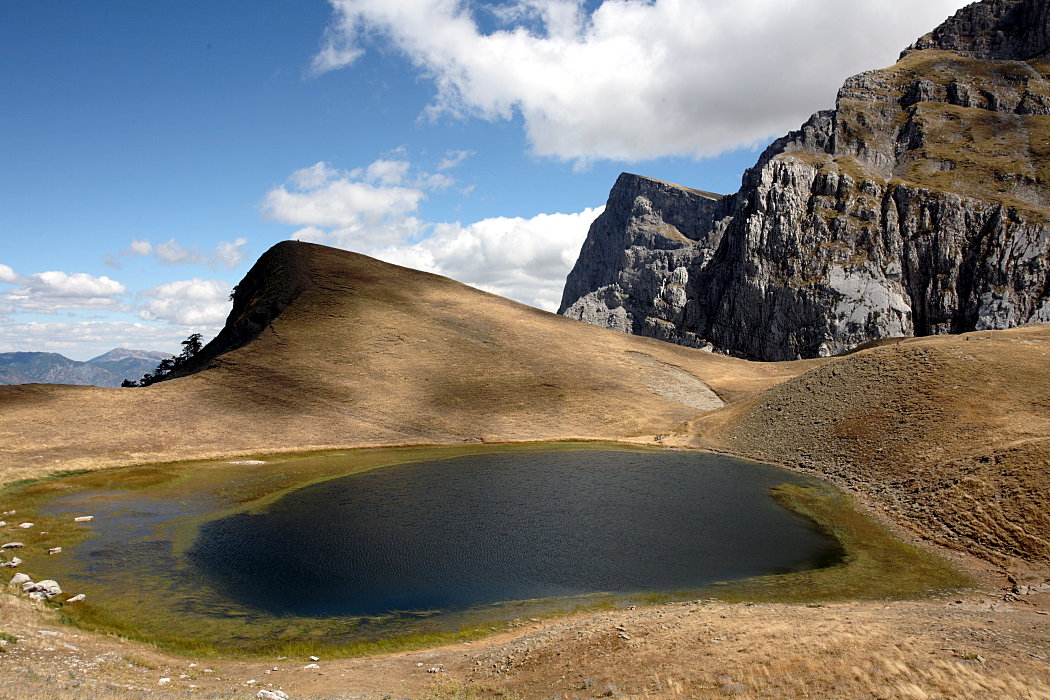
Jezioro Zagori i szczyt Gamila po prawej

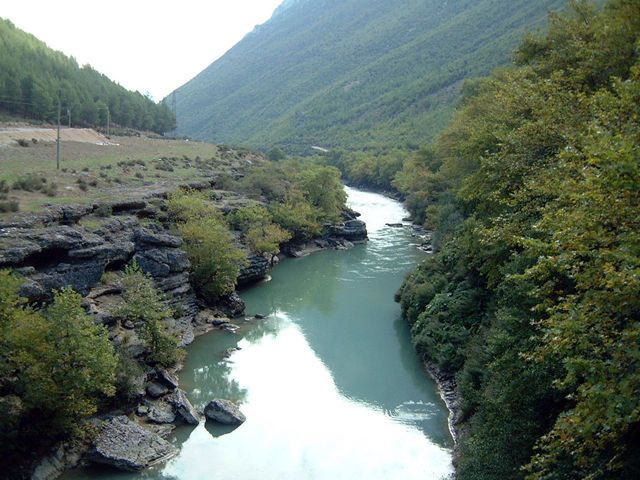
Rzeka Wjosa

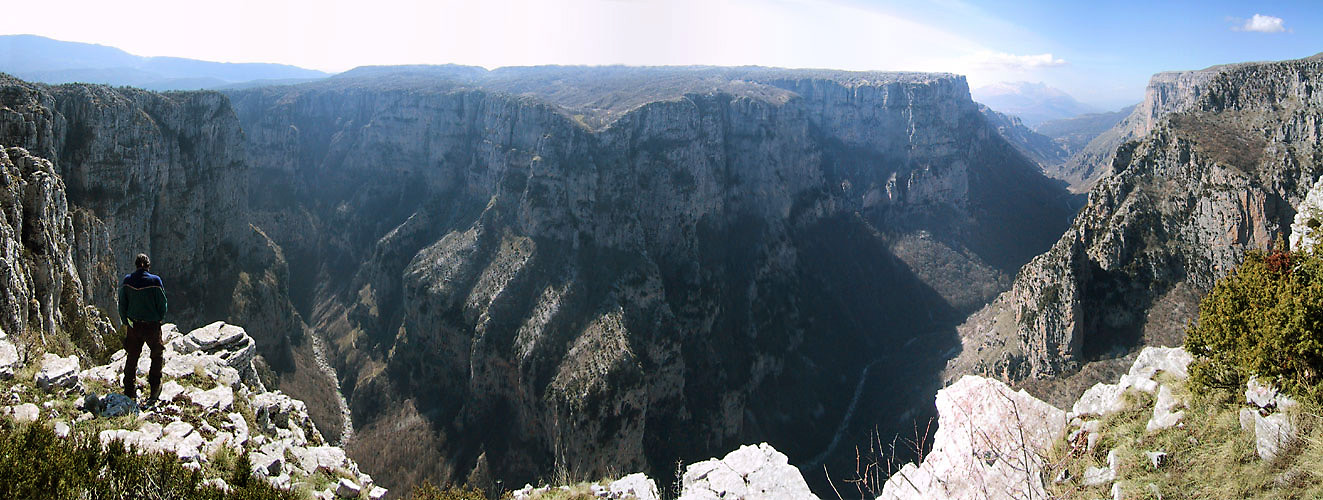
Wąwóz Wikos

Pindos – góry w południowo-wschodniej Europie na terenie Grecji i południowej Albanii, stanowiące oś południowej części Półwyspu Bałkańskiego. Długość ok. 200 km, szerokość do 50 km. Najwyższym szczytem jest Smolikas (2637 m n.p.m.). Jest to drugi co do wysokości masyw Grecji, ustępuje tylko masywowi Olimpu.
Góry Pindos stanowią część systemu górskiego ciągnącego się od Alp przez Góry Dynarskie, pasmo Szar Płanina, Korab, przez Pindos dalej na południe do pasm Parnas, Tajget i Aroania. Ten system górski ciągnie się dalej przez greckie wyspy: Kíthira (Κύθηρα), Andikíthira (Αντικύθηρα), Kreta (Κρήτη), Karpathos (Κάρπαθος), Rodos (Ρόδος) i wiele mniejszych aż do gór Taurus w Azji Mniejszej.
W latach 1941–1944 na terenie gór Pindos leżało Księstwo Pindosu.

## Środowisko naturalne
Na obszarze gór Pindos znajdują się zarówno bardzo wysokie szczyty górskie, jak i głębokie wąwozy jak np. Wikos. Duże różnice wysokości zaowocowały wykształceniem się dwóch stref roślinności:
- strefa drzew iglastych, na czele między innymi z: jodłą grecką i sosną czarną. Występują na wyższych wysokościach, na górnych granicach występuje także jałowiec,
- strefa mieszanych lasów liściastych zajmujących głównie doliny i wąwozy oraz niżej położone zbocza gór.

Znajdują się tu również kolonie lęgowe czapli, warzęchy oraz pelikana. W lasach występują wilki, szakale i niedźwiedzie.

### Ekologia
Lasy od wieków zagrożone były wycinką drzew i wylesianiem. Największym zagrożeniem jest rozwój ośrodków narciarskich i turystyki górskiej. Niestabilność gruntu na zboczach gór połączona z wycinaniem drzew i budową nowych dróg doprowadziła do niebezpiecznych osunięć zboczy. Wydobywanie boksytu oraz nadmierne wypasanie zwierząt zagrażają różnorodności roślinnej regionu.

## Parki narodowe
W greckiej części pasma stworzono dwa parki narodowe:
- Park Narodowy Wikos-Wjosa – leży na południe od miejscowości Konitsa i na północ od regionu Zagori. W parku tym znajdują się między innymi: szczyt Gamila oraz wąwozy Wikos i Aoos.
- Park Narodowy Gór Pindos – znany też jako Walia Kalnda leży w odosobnionym regionie północno-wschodniej części pasma, na północ od miejscowości Metsovo i na południe od Perivoli. Zajmuje powierzchnię ok. 7000 ha, został utworzony w 1966 r. Teren parku pokrywają głównie lasy, w których występują głównie buki, sosny czarne oraz sosna bośniacka. Głównymi przedstawicielami fauny są niedźwiedzie, żbiki i rysie.

## Szczyty
- Smolikas (2637 m),
- Gramos (2520 m),
- Gamila (2497 m),
- Gamila II (2480 m),
- Athamanon (2469 m),
- Tsouka Rossa (2466 m),
- Astraka (2432 m),
- Peristen (2295 m),
- Lygkos (2249 m),
- Vutsikaki (2187 m),
- Karava (2184 m),
- Aigo (2177 m),
- Oeta (2152 m).